# Спољашњи криласти мишић
Спољашњи криласти мишић (лат. musculus pterygoideus lateralis s. externus) је парни мишић главе, који лежи у горњем делу подслепочне јаме (испод базе лобање). Он има две мишићне главе, односно два главна снопа раздвојена међумишићном пукотином: горњи и доњи сноп. Снопови полазе од клинасте кости, одакле конвергују, спајају се и потом причвршћују на предњој страни врата доње вилице.
Горњи (мањи) сноп се припаја на подслепочном гребену и истоименом пољу великог крила клинасте кости. Одатле се мишићна влакна простиру хоризонтално уназад и упоље и причвршћују на зглобном колуту виличног зглоба и предњој страни врата доње вилице (у горњем делу тзв. криласте јамице). Доњи (већи) сноп полази од спољашње стране спољашњег птеригоидног платоа клинасте кости и завршава се у доњем делу криласте јамице.
Инервација мишића потиче од спољашњег криластог живца, гране доњовиличног живца. Дејство му је сложено и зависи од тога која влакна се контрахују и да ли се ради о једностраној или обостраној контракцији. Спољашњи криласти мишић као тачку ослонца увек користи припоје на бази лобање, док покретна тачка лежи на врату доње вилице. Основна функција му је протрузија (померање унапред) и транслаторно кретање напред и надоле главе мандибуле, уз истовремено померање зглобног колута виличног зглоба унапред. Тиме он учествује у отварању уста (нарочито у почетној фази), али је интересантно да у томе учествује само доња глава мишића. Горњи сноп делује као одвојена функционална целина и активира се при затварању уста заједно са масетеричним, слепоочним и унутрашњим криластим мишићем. При једностраној контракцији настају ротациони покрети доње вилице, који су значајни у процесу жвакања, тј. са аспекта млевења хране између гризних површина кутњака.